# Teresa Ciepły
Teresa Barbara Ciepły-Wieczorek, poljska atletinja, * 19. oktober 1937, Brodnia Górna, Poljska, † 8. marec 2006, Bydgoszcz, Poljska.
Nastopila je na poletnih olimpijskih igrah v letih 1960 in 1964, leta 1964 je osvojila naslov olimpijske prvakinje v štafeti 4x100 m in srebrno medaljo v teku na 80 m z ovirami, leta 1960 pa bronasto medaljo v štafeti 4x100 m. Na evropskih prvenstvih je leta 1962 osvojila naslova prvakinje v teku na 80 m z ovirami in v štafeti 4x100 m ter bronasto medaljo v teku na 100 m.